# The Solent
The Solent ist eine Meerenge und ein Seitenarm des Ärmelkanals zwischen der Südküste Englands vor Southampton und der Isle of Wight.

## Allgemein
Die Meerenge Solent ist das Revier zwischen der Südküste Englands und der Isle of Wight, einem der Haupturlaubsziele der Engländer. Der Solent ist eines der besten Segelreviere Englands.

## Geografie

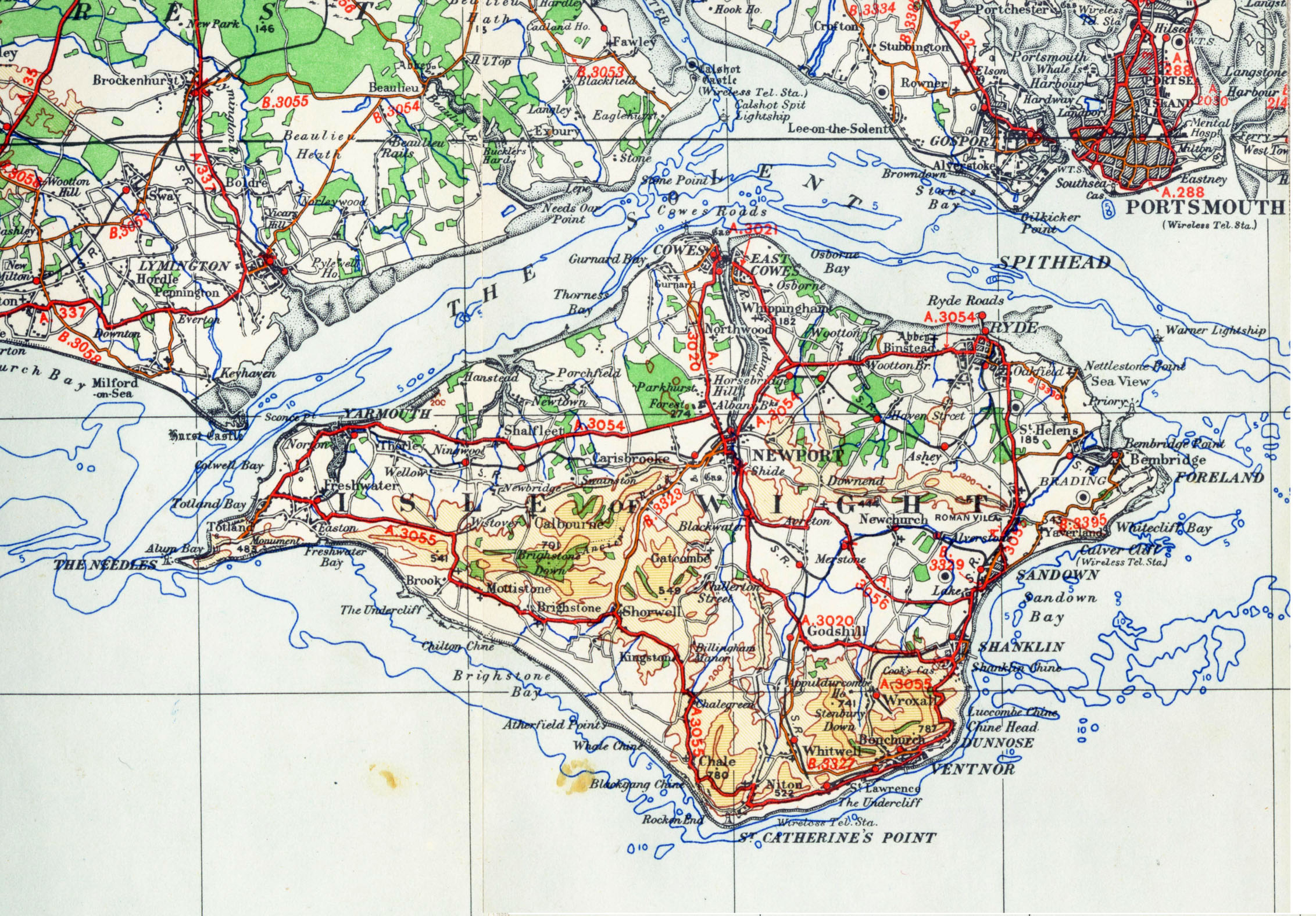
Karte von 1945

Die Gewässer des Solent weisen als Tidengewässer extreme Strömungsverhältnisse auf. Zuflüsse des Solent sind der Medina, der von der Insel Wight im Hafen von Cowes in den Solent mündet, und das Southampton Water.
Den östlichen Teil des Solent bildet die Meerenge Spithead, welche nordöstlich der Isle of Wight und südlich von Portsmouth liegt.

## Geschichte
1545 sank die Mary Rose bei einem Seegefecht gegen die Franzosen im Rahmen des Italienischen Kriegs von 1542–1546 im Solent.
1782 kenterte und sank im Solent das Kriegsschiff Royal George, während es vor Anker lag. Zwischen 800 und 950 Menschen ertranken dabei.

## Veranstaltungen
Der Solent ist Austragungsort der seit 1826 stattfindenden Segelregatta Cowes Week, die jährlich im August im Städtchen Cowes auf der Isle of Wight abgehalten wird. Zudem fand hier bis 1999 der Admiral’s Cup statt.
Im Rahmen der Olympischen Sommerspiele 1908 in London war der Solent Austragungsort für die Segelregatten.